# Batalla de Chascomús
La Batalla de Chascomús (Chascomús, 7 de noviembre de 1839) fue un enfrentamiento librado durante las guerras civiles argentinas, en el que las fuerzas leales al gobernador de la provincia de Buenos Aires, Juan Manuel de Rosas -comandadas por el coronel Prudencio Rosas, hermano del gobernador- vencieron a  los revolucionarios de los Libres del Sur -comandados por Pedro Castelli, que habían insurreccionado poco antes gran parte del sur provincial- haciendo fracasar un vasto movimiento en contra de Rosas.

## Antecedentes
Varias crisis sucesivas empujaron al pueblo de Buenos Aires a buscar la tranquilidad a través del gobierno fuerte de Juan Manuel de Rosas, electo a principios de 1835. Este asumió a condición de que poder disponer, no solo de las “facultades extraordinarias” que había utilizado en su primer gobierno, sino de la “suma del poder público”, otorgada por la Legislatura de la provincia de Buenos Aires. Para que no quedaran dudas del nombramiento pidió que un plebiscito confirmara el nombramiento y sobre 9000 votos sólo 7 fueron en contra de las facultades extraordinarias. La legislatura, que mantuvo alguna autonomía, nunca se atrevió a enfrentar al poderoso gobernador.
En 1838, se produjo el bloqueo francés al Río de la Plata, en protesta porque a los ciudadanos franceses se los obligaba a alistarse en el ejército como a los nativos. Los atacantes se apoderaron de la isla Martín García. Esto llevó al cierre de las exportaciones, lo que disgustó a mucha gente que se vio perjudicada económicamente y a la reducción de gastos por parte del gobierno. 
Además del malestar por la fuerte reducción de las importaciones, los productores rurales del sur de la provincia se vieron afectados por un cambio en las condiciones de la concesión de sus campos en enfiteusis por parte del gobierno, que hasta entonces habían sido favorables a sus beneficiarios.
En la ciudad de Buenos Aires se gestó una conspiración para  derrocar por la fuerza al gobernador, dirigida por el hijo de Manuel Vicente Maza, hasta entonces el mejor amigo de Rosas. Al ser descubierta la conspiración, ambos fueron muertos.
Un grupo de estancieros del sur había contado con el éxito de Maza para sumarse a la revolución. Junto con la noticia del fracaso de este se enteraron de que Rosas sabía de la existencia de su grupo. Y también llegó la noticia de que el exlíder unitario, general Juan Lavalle, se había trasladado a Martín García para atacar Entre Ríos. Los “Libres del Sur” lo comprometieron a ayudarlos y se lanzaron a la rebelión en Dolores, el 29 de octubre de 1839. Entre voluntarios y peones aportados por los estancieros, llegaron a reunir casi 2000 hombres. Entre los principales líderes del grupo se contaron Pedro Castelli, hijo del prócer de la Independencia Argentina Juan José Castelli y que asumió el mando militar; Ambrosio Crámer, un coronel francés que había sido oficial de Napoleón Bonaparte; y Manuel Leoncio Rico, oficial del ejército de Rosas.
Tras unos días de preparación de las tropas, reunieron algunos contingentes de la zona del Tuyú (hoy General Lavalle) y de Chascomús. Se dirigieron hacia esa ciudad, donde se enteraron de que Lavalle había decidido lanzarse sobre Entre Ríos, su destino original.

## La batalla

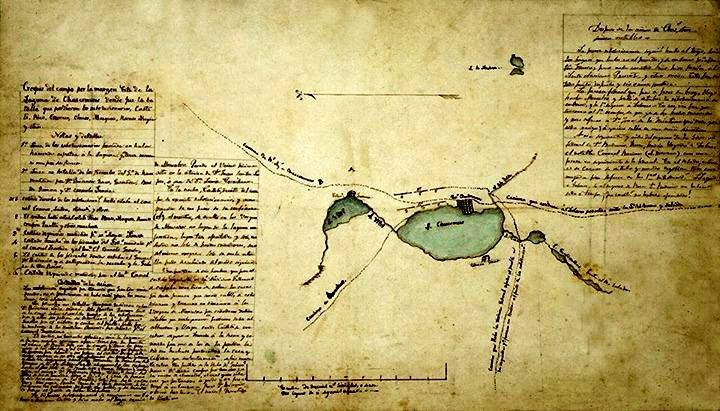
Croquis de la Batalla de Chascomús, librada entre las fuerzas leales al gobernador Juan Manuel de Rosas y los revolucionarios del grupo llamado los “Libres del Sur”, 1839.

Las fuerzas leales a Rosas estaban alertas y se movieron rápidamente. El primero en salirles al cruce fue el coronel Prudencio Rosas, hermano del gobernador, a quien se unieron otros grupos, como el regimiento de Nicolás Granada, a quien curiosamente se creía unido a la revolución.
En total, Rosas llevó 1600 soldados y unos 300 indios. En formación de batalla, la derecha del ejército de Rosas estaba al mando del teniente coronel Ramón Bustos, la izquierda al de Manuel del Carmen García, la infantería — ubicada en el centro — bajo las órdenes del mayor Florencio Villanueva y la retaguardia al mando del coronel Granada. Una fuerza adicional, formada principalmente por indígenas, estaba mandada por Ventura Miñana.
En la mañana del 7 de noviembre, las fuerzas de Rosas llegaron a orillas de la laguna de Chascomús, donde lo esperaban las fuerzas rebeldes, un total de 1700 voluntarios. Los revolucionarios salieron a recibir al regimiento de Granada, a quien todavía creían su aliado, pero los hombres de este atacaron violentamente a los rebeldes. La reacción desesperada de un batallón de los Libres logró desorganizar a las fuerzas de Rosas.
Granada reorganizó a los dispersos en torno a su propio regimiento y lanzó una serie de ataques, destruyendo las reservas de sus enemigos. Con Crámer muerto, el mando pasó a Rico, que logró reunir sus fuerzas e intentar un nuevo ataque. Pero uno de sus oficiales se pasó a las fuerzas de Granada y, en su retirada, desorganizó completamente a los "Libres", que huyeron del campo de batalla. En su huida, arrollaron un escuadrón de caballería federal, llevándolo lejos del campo.
En total, la batalla había durado más de tres horas y costado 250 muertos, y entre 500 y 700 prisioneros y pasados al ejército vencido. El ejército de Rosas tuvo 7 muertos y 15 heridos.

## Los vencidos
Pedro Castelli creyó que todavía podía lograr algo, porque un grupo había logrado tomar la ciudad de Tandil. Pero fue alcanzado y muerto, y su cabeza quedó clavada en la plaza de Dolores durante ocho años, como escarmiento. El grupo de Tandil caería sin luchar dos días después.
Rosas, por su parte, se instaló en Dolores y se dedicó a perseguir a quienes habían apoyado el movimiento; muchos estancieros y capataces fueron arrestados en las últimas semanas de ese año.
Rico huyó hacia el Tuyú, al frente de un grupo numeroso de hombres, y los embarcó en naves francesas (parece exagerado que haya embarcado mil hombres, como se dijo). De allí partieron a unirse al ejército de Lavalle en su campaña en Entre Ríos, y muchos lo acompañarían en toda su campaña de los años 1840 y 1841. La campaña terminó con un fracaso y con la muerte de Lavalle, Rico y muchos otros jefes.
La mayor parte de los gauchos fueron puestos en libertad por orden del gobernador, que prefirió ganarse su fidelidad anunciando que habían sido engañados por sus patrones para unirse a la campaña. En realidad, muchos de ellos habían seguido a sus jefes sin detenerse en las causas por la que éstos se habían insurreccionado, como también muchos de los que seguían incondicionalmente a Rosas era por seguir a sus patrones, partidarios de este.
La derrota de los liberales (o unitarios) agotó las fuerzas de los opositores a Rosas en el sur de la provincia, que fueron sus mejores partidarios hasta el final de su gobierno. Los opositores que permanecían en la capital emigraron lo más rápido que pudieron.
Los franceses siguieron intentando ayudar a los enemigos de Rosas, pero ya a finales del año siguiente los abandonaron. Rosas logró imponer su sistema político a todo el país a fines del año 1842 por primera vez en su carrera.